# FIVB World Tour 1993/94 der Frauen
Die FIVB World Tour 1993/94 der Frauen bestand aus drei Veranstaltungen. Gastgeberländer der Beachvolleyball-Turnierserie waren Brasilien, die Vereinigten Staaten und Chile. Tour Champions wurden Karolyn Kirby und Liz Masakayan.

## Turniere

### Santos(11. bis 14. November 1993)
| Platz | Team                                    |
| ----- | --------------------------------------- |
| 1     | Karolyn Kirby / Liz Masakayan           |
| 2     | Roseli Timm / Isabel Salgado            |
| 3     | Adriana Behar / Magda Lima              |
| 4     | Karina Lins e Silva / Sandra Pires      |
| 5     | Mônica Rodrigues / Adriana Samuel Ramos |
| 6     | Natalie Cook / Anita Spring             |
| 7     | Barbra Fontana / Lori Forsythe          |
| 8     | Sheila Lima / Sandra Moraes             |

Die Rekordzahl von 16 Paaren startete bei den Brazil Open der Saison 1993/94. Sechs Teams aus dem Gastgeberland, je zwei Teams aus den Vereinigten Staaten und den Niederlanden sowie je ein Duo aus Australien, Neuseeland, Japan, Kuba, Mexiko und dem Vereinigten Königreich kämpften um den Turniersieg. Der gelang zum dritten Mal in Folge Karolin Kirby, diesmal mit ihrer neuen Partnerin Liz Masakayan. Hinter dem US-amerikanischen Duo belegten vier brasilianische Teams die Plätze zwei bis fünf. Isabel Salgado/Roseli Timm gewannen die Silbermedaille, Adriana Behar/Magda Lima erhielten Bronze, Karina Lins e Silva/Sandra Pires erreichten den vierten und Monica Rodrigues/Adriana Samuel den fünften Platz vor den Australierinnen Natalie Cook und Anita Spring. Das Preisgeld betrug 50.000 US-Dollar, Kirby und Masakayan erhielten je 5.500 Dollar.

### Miami(15. bis 22. Januar 1994)
| Platz | Team                                     |
| ----- | ---------------------------------------- |
| 1     | Roseli Timm / Isabel Salgado             |
| 2     | Barbra Fontana / Lori Forsythe           |
| 3     | Karolyn Kirby / Liz Masakayan            |
| 4     | Mônica Rodrigues / Adriana Samuel Ramos  |
| 5     | Natalie Cook / Anita Spring              |
| 6     | Gail Castro / Elaine Roque               |
| 7     | Annette Huygens Tholen / Kerri Pottharst |
| 8     | Simone Kooy / Claire Paterson            |

Bei den United States Open waren 16 Beachpaare am Start. Fünf Teams stellten das Gastgeberland, je zwei Teams kamen aus Brasilien und Australien. Je ein Duo aus Neuseeland, Japan, Mexiko, Kanada, Chile, dem Vereinigten Königreich und den Niederlanden vervollständigten das Teilnehmerfeld.

Zum ersten Mal kamen die Siegerinnen nicht aus den Vereinigten Staaten. Isabel Barroso Salgado und Roseli Timm siegten vor den US-Amerikanerinnen Barbra Fontana und Lori Forsythe, zur Bronzemedaille reichte es für Karolin Kirby und Liz Masakayan. Vierte wurden die Brasilianerinnen Monica Rodrigues und Adriana Samuel vor Natalie Cook und Anita Spring aus Australien. Von den 50.000 US-Dollar Preisgeld erhielten die Siegerinnen je 7.500 Dollar.

### La Serena(8. bis 11. Februar 1994)
| Platz | Team                                     |
| ----- | ---------------------------------------- |
| 1     | Karolyn Kirby / Liz Masakayan            |
| 2     | Roseli Timm / Isabel Salgado             |
| 3     | Barbra Fontana / Lori Forsythe           |
| 4     | Gail Castro / Elaine Roque               |
| 5     | Mônica Rodrigues / Adriana Samuel Ramos  |
| 6     | Annette Huygens Tholen / Kerri Pottharst |
| 7     | Natalie Cook / Anita Spring              |
| 8     | Lazara Martinez / Mayra Ferrer Del Valle |

Auch bei den ersten Chile Open gingen 16 Beachpaare an den Start. Je drei Teams aus dem Gastgeberland, Brasilien und den Vereinigten Staaten, zwei australische Teams sowie je ein Duo aus den Niederlanden, Kanada, Kuba, Mexiko und Japan bewarben sich um den Sieg in Südamerika. Karolin Kirby und Liz Masakayan gewannen ihr zweites gemeinsames Turnier, den zweiten Platz erreichten Isabel Salgado und Roseli Timm vor Barbra Fontana und Lori Forsythe. Den vierten Platz erkämpften Gail Castro Kehl und Elaine Roque, Fünfte wurden Monica Rodrigues/Adriana Samuel vor den Australierinnen Annette Huygens Tholen und Kerri Pottharst. Das beste chilenische Paar Carolina Coddou Silva und Lia Karmelic belegt mit drei weiteren Teams den geteilten neunten Rang. Wie bei den bisherigen Veranstaltungen betrug die Gesamthöhe des Preisgeldes 50.000 US-Dollar, die US-amerikanischen Siegerinnen erhielten davon je 5.500 Dollar.

## Auszeichnungen
| FIVB Tour Champion | Karolyn Kirby / Liz Masakayan |